# ووگی اویسکیه
ووگی اویسکیه (به لاتین: Ługi Ujskie) یک روستا در لهستان است که در گمینا اویشچیه واقع شده‌است.